# Цветоройка злаковая
Цветоройка злаковая (лат. Hoplia graminicola) — вид пластинчатоусых жуков из подсемейства хрущей.

## Описание
Длина тела 6—7 мм. Окраска чёрная, иногда боковой край надкрылий или все надкрылья, а также ноги — чёрно-бурые; щупики и усики кроме чёрной булавы, буро-красные. Чешуйки почти не скрывают основной фон верхней стороны тела. Тело маленькое, короткое. Усики 9-члениковые, их булава заметно короче жгутика. Переднеспинка умеренно поперечная, выпуклая, немного уже основания надкрылий. Надкрылья относительно короткие, с округленными боками, с 3 более или менее продольными рёбрами, покрыты волосовидными чешуйками и очень короткими жёлто-серыми волосками. Пропигидий и пигидий покрыты густыми металлически блестящими чешуйками.

## Ареал
Западная часть Украины (Львовская, Житомирская, Киевская области), где доходит до среднего течения Днепра (Киев), включая его левобережные террасы; Белоруссия, Литва, Эстония, северная и восточная Германия, Польша, Румыния.
Основная часть ареала находится в пределах восточной части Европы в зоне лесов.

## Биология
Жуки обитают на песчаных и легких супесчаных почвах речных террас. Встречаются с конца мая — начала июня до середины июля. Активны в дневное время суток и держатся на травянистой и молодой древесной растительности. Питаются листьями. Личинки обитают в песчаной почве, питаясь мелкими корешками. Голова личинки без глазков, бледного жёлтого цвета. Лоб с каждой стороны с 3 щетинками. Генерация однолетняя. Зимуют личинки.